# Fanny Hesse
Fanny Hesse (Nova York, 22 de juny 1850 – Dresden, 1 de desembre 1934) va ser una tècnica de laboratori i il·lustradora, coneguda pel seu treball en microbiologia i el desenvolupament de l'agar com a medi de cultiu de microorganismes. Durant bastant de temps, es va atribuir a Robert Koch la innovació de cultivar els bacteris en agar, però va ser Fanny Hesse, que col·laborava amb el seu espòs, el bacteriòleg Walther Hesse, qui va tenir la idea d'usar-lo en comptes de la gelatina que ell estava usant i que presentava molts inconvenients, especialment a l'estiu, amb temperatures altes.

## Biografia
Fanny Hesse (el seu nom de soltera era Fannie Angelina Eilshemius) nascuda a Nova York  el 22 de juny de 1850, va ser la primera dels deu fills que van tenir Henry (Hinrich) Gottfried Eilshemius, comerciant d’origen neerlandés que havia emigrat als Estats Units el 1942, i de la seva esposa Cecile Elise, d’origen suís. El pare havia fet una fortuna com a importador i el 1860, la familia va anar a viure a una gran finca a North Arlington (Nova Jersey), on van criar-se ella i els seus germans, dos dels quals van morir durant la infància. Quan tenia quinze anys, Fannie Eilshemius va ser enviada a una escola a Suïssa perquè hi estudiés economia domèstica i francès.
Fannie Eilshemius va conèixer Walther Hesse (1846-1911), que seria el seu marit, quan ell treballava de metge en un vaixell de passatgers que va fer parada a Nova York. Hesse va aprofitar per visitar un germà seu que vivia a Brooklyn i sembla que a través d'ell va conèixer la família Eilshemius.
El 1872, la família Eilshemius va passar l'estiu a Europa. Van anar a Suïssa i, des d'allà, Fannie Angelina Eilshemius i la seva germana van anar a Alemanya, i a Dresden, capital de Saxònia, van trobar-se de nou amb Hesse. El següent estiu, Fannie Angelina Eilshemius i Hesse es van prometre i el 16 de maig de 1974 es van casar a Ginebra. La parella va establir-se a Saxònia, primer a Zittau, on va néixer el seu primer fill, i després a Schwarzenberg, en una regió minera a les muntanyes que separen Saxònia i Bohèmia.
El 1890, la família Hesse va anar a viure a Strehlen, als afores de Dresden, quan Walther Hesse va ser nomenat Bezirksarzt (una mena de metge comarcal) d'aquella zona. Walther Hesse va morir el 1911 i Fanny Hesse va romandre encara uns anys en aquella casa, però el 1917 la va vendre i es va traslladar al centre de Dresden, més a prop dels seus fills. Quan la seva família va vendre la casa de Nova Jersey, durant la I Guerra Mundial, no va poder rebre la part que li corresponia per herència perquè, en estar casada amb un alemany i viure a Alemanya, estava considerada 'enemiga'. Va trigar anys a poder rebre petites quantitats de diner que l'ajudaven a complementar la seva minsa pensió com a viuda d'un funcionari.
Fanny Hesse va morir a Dresden l'1 de desembre de 1934.

## Tècnica de laboratori i il·lustradora
Durant anys, Fanny Hesse, a més d'ocupar-se de les tasques de la llar i de l'educació dels seus tres fills fills, va ser col·laboradora del seu espòs, en els seus treballs de bacteriologia. L'interès professional de Walther Hesse anava més enllà del d'un metge rural i estava assabentat dels descobriments que Louis Pasteur, Ferdinand Cohn, Robert Koch i altres investigadors feien en la nova ciència de la microbiologia. El seu interès va dur-lo a Berlín, per estudiar bacteriologia amb Robert Koch, en els laboratoris del Servei de Salut de l'imperi Alemany (Kaiserliche Gesundheitsamt) l'hivern 1881-1882. Allà va començar a estudiar els bacteris de l'aire i, de tornada a Schwarzenberg va seguir estudiant-los pel seu compte, a casa seva, amb les tècniques apreses a Berlín. A més va ampliar els seus estudis a l'anàlisi bacteriològica de l'aigua i a l'estudi d'algunes malalties infeccioses molt freqüents a la regió on vivia, com ara la diftèria, el còlera o la febre tifoide. Koch havia estat buscant un medi de cultiu universal dels bacteris que fos sòlid, transparent i estèril. Va decidir-se per l'ús de la gelatina, que els micòlegs ja feia anys que usaven i va aconseguir obtenir cultius axènics (purs; on només hi creix una espècie de microorganisme).
Fanny Hesse (coneguda aleshores com a Frau Hesse) feia de tècnica de laboratori per al seu espòs, i li preparava els medis de cultiu per als seus estudis bacteriològics. A més, li dibuixava les il·lustracions de les seves observacions microscòpiques o de les colònies que creixien en les plaques de cultiu per als seus articles. Són dibuixos molt acurats, que demostren que tenia bon coneixement de bacteriologia i de microscòpia i la família en va conservar els originals.

## Introducció de l'agar
El clima continental de la regió de Dresden, amb altes temperatures a l'estiu, dificultava el treball experimental de Walther Hesse perquè la gelatina dels seus cultius bacterians es liquava i es feien malbé. Fanny Hesse també feia servir una mena de gelatina a la cuina per preparar pastissos i com espessidora i va suggerir-li que ho provés per als seus cultius. Era agar-agar, un producte que comprava en forma de tires seques que, en dissoldre's en aigua, formaven una substància espessa gelatinosa que s'enduria en refredar-se i resistia molt bé altes temperatures sense tornar a fondre's (se solidifica als 45 °C, però no es torna a fondre fins a arribar als 90 °C). N'havia conegut l'existència, quan encara vivia als Estats Units, a través d'uns veïns neerlandesos que havien viscut a Java, on era molt habitual a la cuina —com en altres països d'aquella zona del món—, perquè s'obtenia de diverses espècies d'algues de l'oceà Pacífic. Quan va quedar-se a viure a Europa no li va costar trobar agar-agar (o només 'agar') que s'importava dels països que el produïen.
Amb l'ús de l'agar, Walther Hesse va disposar d'un medi de cultiu sòlid, transparent i estèril, que no es liquava amb la calor ni per l'activitat dels bacteris que aïllava, com li passava amb la gelatina. Va escriure a Koch per comunicar-li; no se'n sap la data, però devia ser a finals de 1881. La primera referència sobre l'ús de l'agar com a medi de cultiu es troba en un escrit de Koch de 1882, que no indica l'origen d'aquesta innovació i possiblement per això se li va atribuir l'invent.
En un article publicat a la revista Journal of Bacteriology el 1939, els seus autors proposaven que, com es fa amb altres innovacions, que s'anomenen amb el nom de qui les ha descobert (per exemple l'agar Sabouraud, que duu incorporades peptones i s'usa per cultivar alguns tipus de fongs, o el brou de Voges-Proskauer que s'usa per a la prova del mateix nom per detectar acetoïna en un cultiu bacterià líquid), a l'agar se l'anomenés «medi de Frau Hesse».